# 시모네 뷰캐넌
시모네 뷰캐넌(Simone Buchanan, 1968년 3월 11일 ~ )은 오스트레일리아의 영화배우이다.
시드니에서 태어났다.

## 영화
- 보어 살인 멧돼지 (2018년)
- 패트릭 (2013년) - 패트릭 어머니 역
- 쉐임 (1988년)
- 비밀의 계곡 (1980년)
- 나의 화려한 인생 (1979년)